# Восекалнс, Андрис
Андрис Восекалнс (латыш. Andris Vosekalns, род. 26 июня 1992 в Алуксне, Латвия) — латвийский профессиональный шоссейный велогонщик. Чемпион Латвии в групповой гонке 2014 года.

## Победы
| 2011 - Гран-при Риги - Чемпионат Латвии до 23 лет, индивидуальная гонка на время — 2-е место - Сааремаа Велотур — этап 3b 2012 - Чемпионат Латвии до 23 лет, индивидуальная гонка на время — 2-е место | 2014 - Чемпион Латвии в групповой гонке - Чемпионат Латвии до 23 лет, индивидуальная гонка на время — 2-е место |